# Río Riánsares
Río Riánsares är ett vattendrag i Spanien.   Det ligger i provinsen Toledo och regionen Kastilien-La Mancha, i den centrala delen av landet, 100 km söder om huvudstaden Madrid.